# 레스큐 미 (드라마)
《레스큐 미》(영어: Rescue Me)는 2004년부터 2011년까지 방영된 드라마이다.